# Wahkare Khety
Wahkare Khety là một vị pharaon của Ai Cập cổ đại thuộc vương triều thứ 9 hoặc vương triều thứ 10 trong thời kỳ Chuyển tiếp thứ Nhất.

## Danh tính
Danh tính của Wahkare Khety là vấn đề gây tranh cãi. Trong khi một số học giả cho rằng ông là người đã sáng lập ra vương triều thứ 9, nhiều người khác lại đặt ông vào vương triều thứ 10 tiếp theo.

### Giả thuyết vương triều thứ 9
Nếu Wahkare Khety là người đã sáng lập ra vương triều thứ 9, ông có thể được đồng nhất với vị vua có tên gọi theo tiếng Hy Lạp là Achthoês, người sáng lập vương triều này theo Manetho. Manetho thuật lại rằng: 
"Vị vua đầu tiên trong số họ [các vị vua], Achthoês, hành xử độc ác hơn cả vị tiên vương của mình, đã gây ra những nỗi thống khổ cho người dân của toàn bộ Ai Cập, nhưng sau đó ông ta bị trừng phạt bởi sự điên loạn và bị giết chết bởi một con cá sấu."
Nếu giả thuyết này là đúng, Wahkare Khety có thể là một hoàng tử Herakleopolis, ông đã lợi dụng sự suy yếu của các vị vua Memphite thuộc vương triều thứ 8 để chiếm lấy ngai vàng của khu vực Trung và Hạ Ai Cập vào khoảng năm 2150 TCN. Giả thuyết này được xác nhận bởi những dòng chữ khắc cùng thời nhắc đến phía bắc, vương quốc của phe Herakleopolis như là triều đại của Khety, mặc dù nó chỉ chứng minh rằng người sáng lập nên vương triều thứ ̣9 là một Khety, nhưng không nhất thiết là Wahkare Khety.

### Giả thuyết vương triều thứ 10
Nhiều học giả thay vào đó tin rằng Wahkare Khety là một vị vua thuộc vương triều thứ 10, đồng nhất ông với vua Khety người được cho là tác giả của Lời chỉ dạy dành cho vua Merikare nổi tiếng, do đó đặt ông giữa triều đại của Neferkare VIII và Merikare. Trong sự phục dựng này, Wahkare là vị vua Herakleopolis cuối cùng mang tên là Khety, và vị vua Achthoês độc ác, người sáng lập nên vương triều thứ 9, được đồng nhất với Meryibre Khety, và triều đại của Khety thay vào đó phải nhắc tới ông ta.

Từ những lời chỉ dạy, chúng ta biết được rằng Wahkare Khety đã liên minh với các nomarch của Hạ Ai Cập và thành công trong việc đẩy lùi những "người Châu Á" du mục mà đã lang thang ở vùng châu thổ sông Nile suốt nhiều thế hệ. Những vị nomarch này mặc dù công nhận quyền lực của Wahkare, đã cai trị trên thực tế nhiều hơn hoặc ít độc lập. Sự trục xuất những người châu Á đã cho phép thiết lập những khu định cư mới và các công sự phòng ngự ở khu vực biên giới phía đông bắc, cũng như tái lập lại thương mại với khu vực bờ biển Cận Đông. Tuy nhiên, Wahkare đã cảnh báo Merikare không được sao nhãng việc bảo vệ các khu vực biên giới này, bởi vì "người Châu Á" vẫn còn được cho là một mối đe dọa.

Ở phía Nam, Wahkare và vị nomarch trung thành của Asyut là Tefibi đã tái chiếm lại thành phố Thinis, trước đó đã bị chiếm giữ bởi phe Thebes dưới sự lãnh đạo của Intef II; Tuy nhiên, binh lính của Herakleopolis đã cướp bóc khu nghĩa địa thiêng liêng của Thinis, một tội ác nghiêm trọng mà đáng tiếc lại được bản thân Wahkare thuật lại, điều này là nguyên nhân dẫn đến sự phản công tức thì của phe Thebes, sau đó họ cuối cũng đã chiếm được nomos Thinis. Sau những sự kiện này, Wahkare Khety đã quyết định từ bỏ chính sách gây chiến và bắt đầu một thời kỳ chung sống hòa bình với vương quốc phía Nam, mà đã kéo dài cho tới một phần triều đại của vị vua kế vị ông là Merikare, người đã kế tục triều đại lâu dài – Năm thập kỷ – của Wahkare.

## Chứng thực
Không có bằng chứng cùng thời nào có mang tên của ông. Đồ hình của ông xuất hiện trên một cỗ quan tài bằng gỗ thuộc vương triều thứ 12 được khắc cùng với các Văn khắc quan tài, ban đầu nó được làm cho một người quản gia tên là Nefri, cỗ quan tài này được tìm thấy tại Deir el-Bersha và ngày nay nằm tại Bảo tàng Cairo (CG 28088). Trên cỗ quan tài này, tên của Wahkare Khety đã được tìm thấy ở vị trí trước kia là của Nefri, nhưng chúng ta không rõ liệu rằng những văn khắc này ban đầu được khắc cho nhà vua, hoặc chúng chỉ đơn giản là được sao chép lại sau này từ một nguồn nào đó sớm hơn. Tên của ông có thể cũng được chứng thực trong Cuộn giấy cói Turin.